# Лісбург (Джорджія)
Лісбург (англ. Leesburg) — місто (англ. city) в США, в окрузі Лі штату Джорджія. Населення — 3480 осіб (2020). Місто є адміністративним центром округу Лі.

## Географія
Лісбург розташований за координатами 31°43′55″ пн. ш. 84°10′7″ зх. д. / 31.73194° пн. ш. 84.16861° зх. д. (31.732058, -84.168546).  За даними Бюро перепису населення США в 2010 році місто мало площу 12,92 км², з яких 12,78 км² — суходіл та 0,14 км² — водойми.

## Демографія
Згідно з переписом 2010 року, у місті мешкало 2896 осіб у 1010 домогосподарствах у складі 776 родин. Густота населення становила 224 особи/км².  Було 1064 помешкання (82/км²).
Расовий склад населення:
| - 70,6 % — білих - 25,5 % — чорних або афроамериканців - 1,0 % — азіатів - 0,2 % — корінних американців - 1,0 % — осіб інших рас |

До двох чи більше рас належало 1,7 %. Частка іспаномовних становила 2,5 % від усіх жителів.
За віковим діапазоном населення розподілялося таким чином: 33,8 % — особи молодші 18 років, 57,7 % — особи у віці 18—64 років, 8,5 % — особи у віці 65 років та старші. Медіана віку мешканця становила 30,4 року. На 100 осіб жіночої статі у місті припадало 85,8 чоловіків;  на 100 жінок у віці від 18 років та старших — 76,3 чоловіків також старших 18 років.
Середній дохід на одне домашнє господарство  становив 63 768 доларів США (медіана — 56 964), а середній дохід на одну сім'ю — 72 502 долари (медіана — 61 992). Медіана доходів становила 43 750 доларів для чоловіків та 36 481 долар для жінок. За межею бідності перебувало 19,9 % осіб, у тому числі 25,5 % дітей у віці до 18 років та 17,6 % осіб у віці 65 років та старших.
Цивільне працевлаштоване населення становило 1260 осіб. Основні галузі зайнятості: освіта, охорона здоров'я та соціальна допомога — 25,7 %, виробництво — 12,8 %, науковці, спеціалісти, менеджери — 10,6 %, публічна адміністрація — 10,2 %.